# Boewein Toba
Boewein Toba är en klan i Liberia. Den ligger i Zarflahn District i regionen River Cess County, i den centrala delen av landet, 160 km sydost om huvudstaden Monrovia.